# Сівулицький Володимир Іванович
Володимир Іванович Сівулицький (1888 — †?) — підполковник Армії УНР.
Народився у с. Брунівка Проскурівського повіту Подільської губернії. На військову службу вступив у 1909 р. Останнє звання у російській армії — капітан.
В українській армії з 1917 р. Станом на 1 лютого 1922 р. — командир 2-го куреня Окремої бригади кордонної охорони УНР.
Подальша доля невідома.